# Vändkölmal
Vändkölmal, även vändmal (Synodontis nigriventris) är en afrikansk fiskart i ordningen Malartade fiskar som förekommer i Kongo-Brazzaville, Kongo-Kinshasa och Centralafrikanska republiken. Den är främst nattaktiv. Den kan bli upp till 9,6 cm lång och simmar företrädesvis på rygg, gärna i grottor. Unga exemplar är stimfiskar, men som könsmogna är de enstöringar.
Artepitetet i det vetenskapliga namnet är det latinska ordet för svart buk.

## Vändkölmal som akvariefisk
Vändkölmalen är förhållandevis fredlig men kan skada fenorna på mindre fiskar, varför den ej bör hållas tillsammans med alltför små arter. Lämplig akvariemiljö är rötter och hålor av stenar, med fria simytor och storbladiga växter. Vattentemperatur 23–26 °C. Den är allätare och tar bland annat tubifex-maskar, vattenloppor ("dafnier"), cyklops, mygglarver, torrfoder, alger och sallat.